# Géographie de la Nouvelle-Calédonie
Cet article aborde la géographie physique de la Nouvelle-Calédonie et non sa géographie humaine.
La Nouvelle-Calédonie, avec 18 576 km2 et une zone économique exclusive (ZEE) de 1 450 000 km2, occupe une position moyenne entre le géant continental australien et les petites îles de Mélanésie ou de Micronésie. Cette superficie en fait l'un des plus grands territoires du Pacifique Sud et le second de la France d'outre-mer, après la Guyane. Sa surface émergée est à peu près aussi étendue que la Picardie ou que la Basse-Normandie.

## Composition
La Nouvelle-Calédonie regroupe cinq archipels ou groupes d'îles ayant chacun une origine géologique différente :
En mer de Corail:
- l'archipel de la Nouvelle-Calédonie, ou de la Grande Terre, produit d'une série de plissements s'étalant du Permien (299 à 251 Ma) au Tertiaire (entre 65 et 1,5 Ma), et surtout du dernier qui a occasionné une obduction d'un feuillet du manteau qui a ainsi été soulevé au-dessus des autres terrains, créant d'importantes zones de péridotites et un sous-sol riche en nickel. Il comprend notamment :
  - l'île des Pins, à 50 km à l'est-sud-est de la pointe sud de la Grande Terre ;
  - l'archipel Bélep, à 47 km au nord-ouest de l'extrémité septentrionale de la Grande Terre.
- les îles Loyauté à une centaine de kilomètres au nord-est, îles de calcaire corallien édifiées au-dessus d'anciens volcans effondrés par bombement de la plaque océanique à proximité de la zone de subduction des Nouvelles-Hébrides.
- les récifs de l'Astrolabe à 117 km à l'ouest-nord-ouest d'Ouvéa.
- le récif Pétrie à 298 km au nord-ouest d'Ouvéa.
- les récifs d'Entrecasteaux à 223 km au nord-nord-ouest de la pointe nord-est de la Grande Terre. Ils constituent un ensemble de récifs à fleur d'eau, d'atolls et d'îlots dont font partie notamment les atolls de Huon, du Portail et de la Surprise.
- les îles Chesterfield à 534 km à l'ouest de la pointe septentrionale de Grande Terre, récifs à fleur d'eau et ilots du plateau océanique.

Dans l'océan Pacifique:
- l'île Walpole, à 201 km à l'est de la pointe sud de la Grande Terre, située dans le prolongement de la ride des îles Loyauté.
- les îles Matthew et Hunter, respectivement situées à 446 et 521 km à l'est de la pointe sud de la Grande Terre qui sont des îlots volcaniques formant l'extrémité sud de l'arc du Vanuatu.

Le pays n'a pas de frontière terrestre mais a des frontières maritimes avec le Vanuatu et les Fidji. La souveraineté françaises sur deux îles, l'île Hunter et l'île Matthew, est toutefois contestée par le Vanuatu.
| \| Vanuatu Nouméa Mont Panié Mont Humboldt Grande Terre Île Hunter Île Matthew Île Walpole Île des Pins Maré Tiga Lifou Ouvéa Beautemps-Beaupré Récifs de l'Astrolabe Bélep Récifs d'Entrecasteaux Île Surprise Île Fabre Récif Pétrie Île Huon Île Renard Île Bampton Îlots Avon Îlots du Mouillage Caye de l'Observatoire \| Localisation des principaux récifs et îles de Nouvelle-Calédonie. |
| Vanuatu Nouméa Mont Panié Mont Humboldt Grande Terre Île Hunter Île Matthew Île Walpole Île des Pins Maré Tiga Lifou Ouvéa Beautemps-Beaupré Récifs de l'Astrolabe Bélep Récifs d'Entrecasteaux Île Surprise Île Fabre Récif Pétrie Île Huon Île Renard Île Bampton Îlots Avon Îlots du Mouillage Caye de l'Observatoire                                                                         |

### La Grande Terre et son archipel

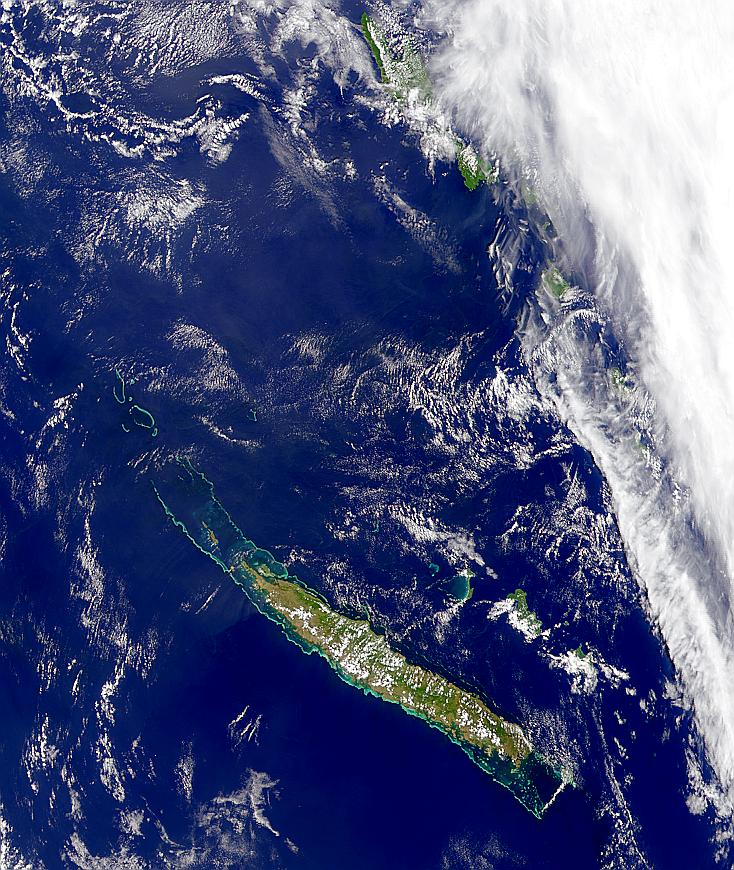
Photographie satellite de la Grande Terre et de son archipel

L'île principale a reçu le qualificatif de « Grande Terre insulaire » par des géographes. Cette île s'étend sur 400 km de long et 40 à 65 km de large. Elle est donc représentée comme une île allongée de 16 346 km2 dont l'axe est orienté du sud-est au nord-ouest.
Elle développe sur pratiquement toute sa longueur un axe montagneux appelé « Chaîne centrale », dominée au nord par le mont Panié (1 628 m) et au sud par le mont Humboldt (1 618 m). Excentrée vers l'est, elle est bordée au nord et à l'ouest par un ensemble de collines, de petits plateaux et de plaines basses protégés des vents dominants et de ce fait offrant un paysage sec de savanes à niaouli et de forêt sclérophylle. En revanche à l'est, la Chaîne centrale se termine par des versants raides tombants directement dans la mer, ne laissant par endroits qu'une étroite bande littorale exposée aux alizés, aux fortes précipitations et à la végétation luxuriante et dense. Au sud de cette chaîne, se trouve le bassin de la plaine des Lacs, caractérisé par des paysages de maquis minier, sur un sol ferreux qui doit à sa couleur le nom de « terre rouge ». Il s'y trouve le plus grand lac de la Nouvelle-Calédonie (40 km2), le lac artificiel de Yaté, qui résulte de la construction d'un barrage hydroélectrique.
Tout le reste du territoire culmine à des altitudes inférieures à 1 500 m, si bien que les trois quarts de la Grande Terre ne dépassent pas 500 m d'altitude. Pourtant, la Nouvelle-Calédonie possède un relief montagneux sur plus de 80 % de sa superficie.
L'essentiel de la population se concentre dans la partie sud de la côte ouest de l'île, et plus particulièrement dans le Grand Nouméa qui, avec plus de 146 000 habitants en 2004, regroupe les deux tiers de la population de la Nouvelle-Calédonie.
La Grande Terre est prolongée par les îles Belep et les récifs d'Entrecasteaux au nord-ouest et l'île des Pins au sud-est. L'ensemble est enfermé dans un grand lagon de 24 000 km2, ce qui en fait l'un des plus grands lagons du monde (présenté parfois comme « le plus beau lagon du monde »). Il est ceinturé par une barrière de corail d'une longueur de 1 600 km (la seconde sur la planète, après la Grande barrière de corail), située entre 10 et 50 km des côtes de la Grande Terre, et s'étendant sur 680 km de long, des récifs d'Entrecasteaux au nord-ouest à l'île des Pins au sud-est. La température de ses eaux varie entre 22 et 30°, et leur profondeur dépasse rarement les 40 m (à l'exception du « Grand Passage », détroit de 500 à 600 mètres de fond qui sépare les îles Belep des récifs d'Entrecasteaux).
Durant la glaciation de Würm à la fin du Quaternaire, l'ensemble de cet archipel formait une île unique, la barrière de corail témoignant de l'emplacement de ses côtes. 15 000 km2 de lagon ont été classés le 7 juillet 2008 au patrimoine mondial de l'UNESCO.

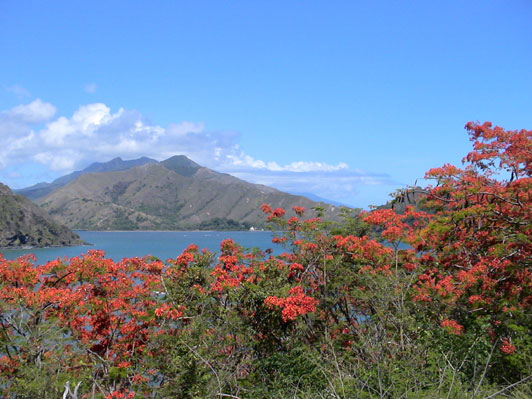
Mont Panié et versants abrupts de la Chaîne centrale au nord de la côte est.
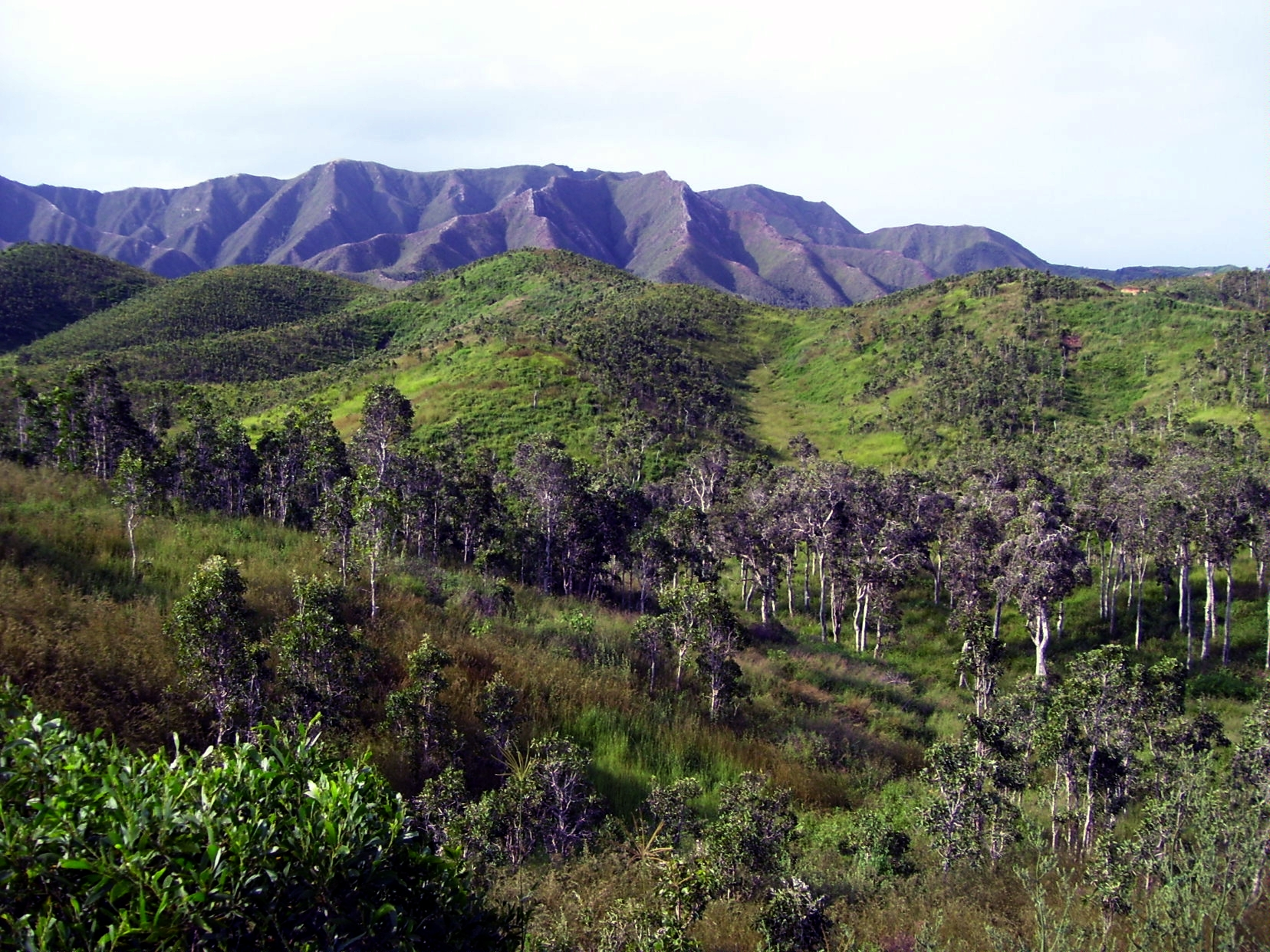
Chaîne centrale et ses contreforts au nord de la côte ouest.
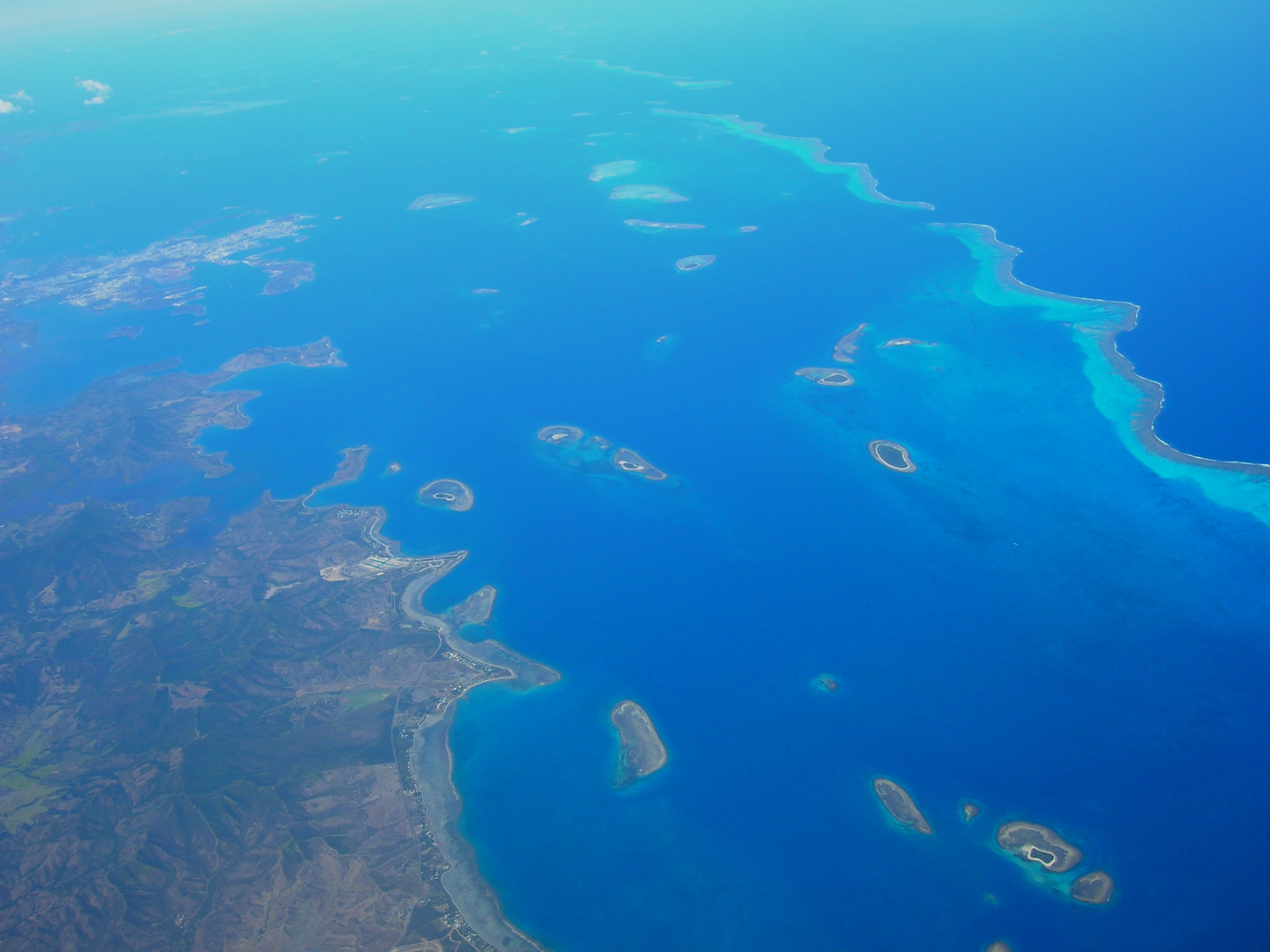
Lagon de la Grande Terre, récif Aboré, passe de Dumbéa et plaine littorale aux environs de Nouméa.

### Les îles Loyauté
Les îles Loyauté sont composées de trois grandes îles : Maré au sud-est, Ouvéa au nord-ouest, Lifou entre les deux (la plus vaste, avec une superficie de 1 207 km2, est plus grande que la Martinique) et une plus petite, Tiga (10 km2).
Ce sont des îles hautes carbonatées constituant la partie émergée de la ride des Loyauté, relief sous-marin issu, à l'instar de la Grande Terre, des plissements de la croûte océanique à l'est de la plaque australienne. Les îles constituent donc les sommets de cette ride qui ont progressivement émergé à partir du Pléistocène en raison de la proximité de la zone de subduction de la fosse des Nouvelles-Hébrides (où la plaque australienne plonge sous la plaque pacifique) qui entraîne un bombement de la plaque océanique australienne.
Contrairement à la Grande Terre, les îles Loyauté possèdent un relief peu élevé (culminant à 138 m à Maré, à 104 m à Lifou et à 42 m à Ouvéa), mais particulièrement chaotique, rappelant celui du lagon, du fait de son histoire géologique particulière, avec des falaises sur les littoraux et de vastes réseaux de grottes et de gouffres à l'intérieur, au sol calcaire particulièrement perméable. Celui-ci empêche l'installation de cours d'eau mais aboutit à la création de « lentilles d'eau douce », chaque île comportant ainsi une petite nappe phréatique d'eau douce, ou saumâtre à Ouvéa, « flottant » au-dessus de l’eau salée, grâce à sa plus faible densité et à la faible miscibilité des deux liquides. Quoi qu'il en soit, la question de l'approvisionnement en eau douce et de la gestion des réserves des nappes est une question importante aux îles Loyauté, avec l'installation de citernes pour recueillir les eaux de pluie ou d'une usine de dessalement à Ouvéa. Totalement exposées aux vents dominantes, elles connaissent pourtant d'importantes précipitations qui favorisent l'extension d'une végétation dense et luxuriante.
Faiblement peuplées (22 080 habitants en 2004), elles connaissent de plus un fort mouvement migratoire vers le pôle économique, commercial et industriel du Grand Nouméa.

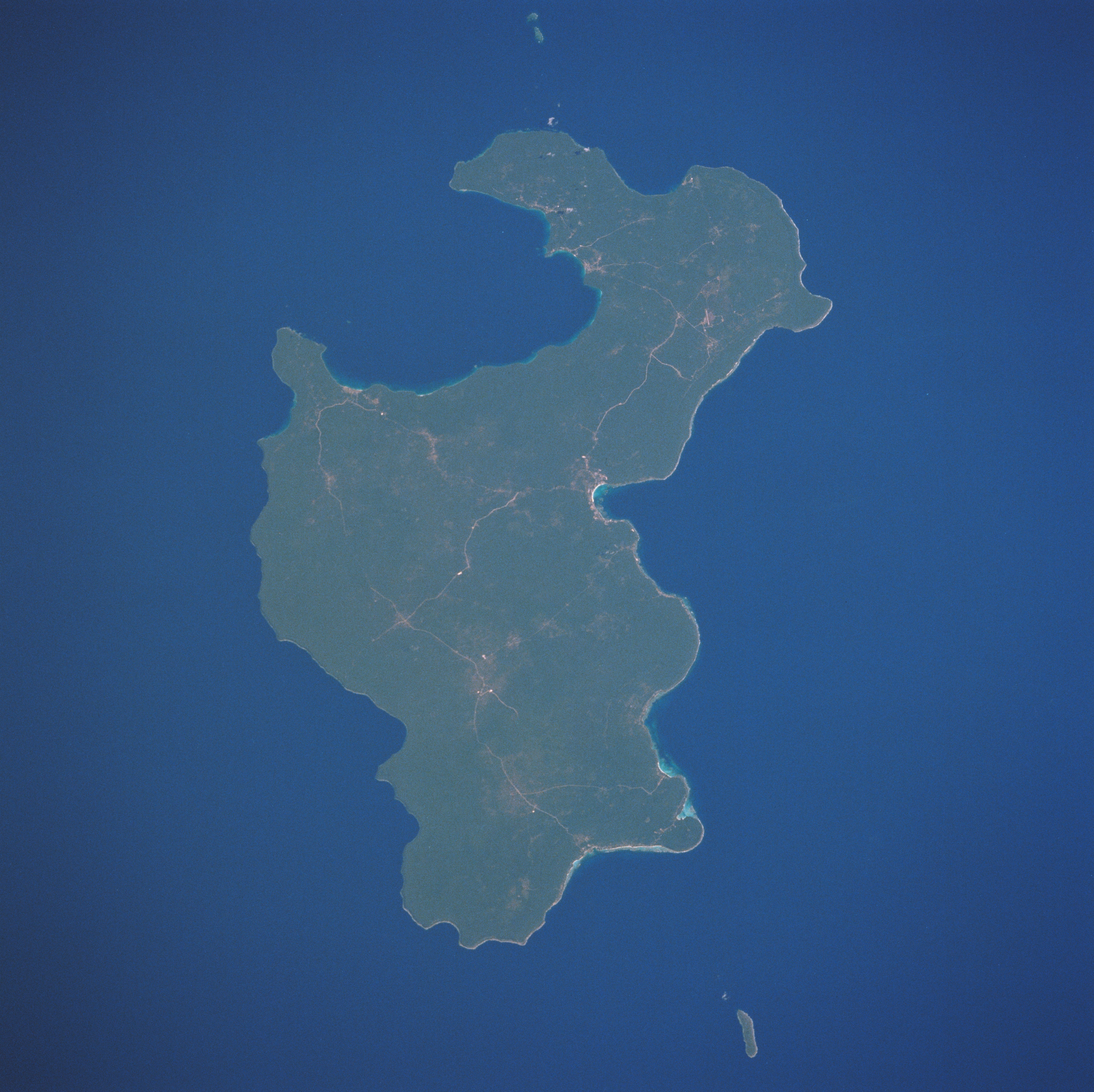
Photographie satellite de Lifou et de l'île Vauvilliers (au sud-est)
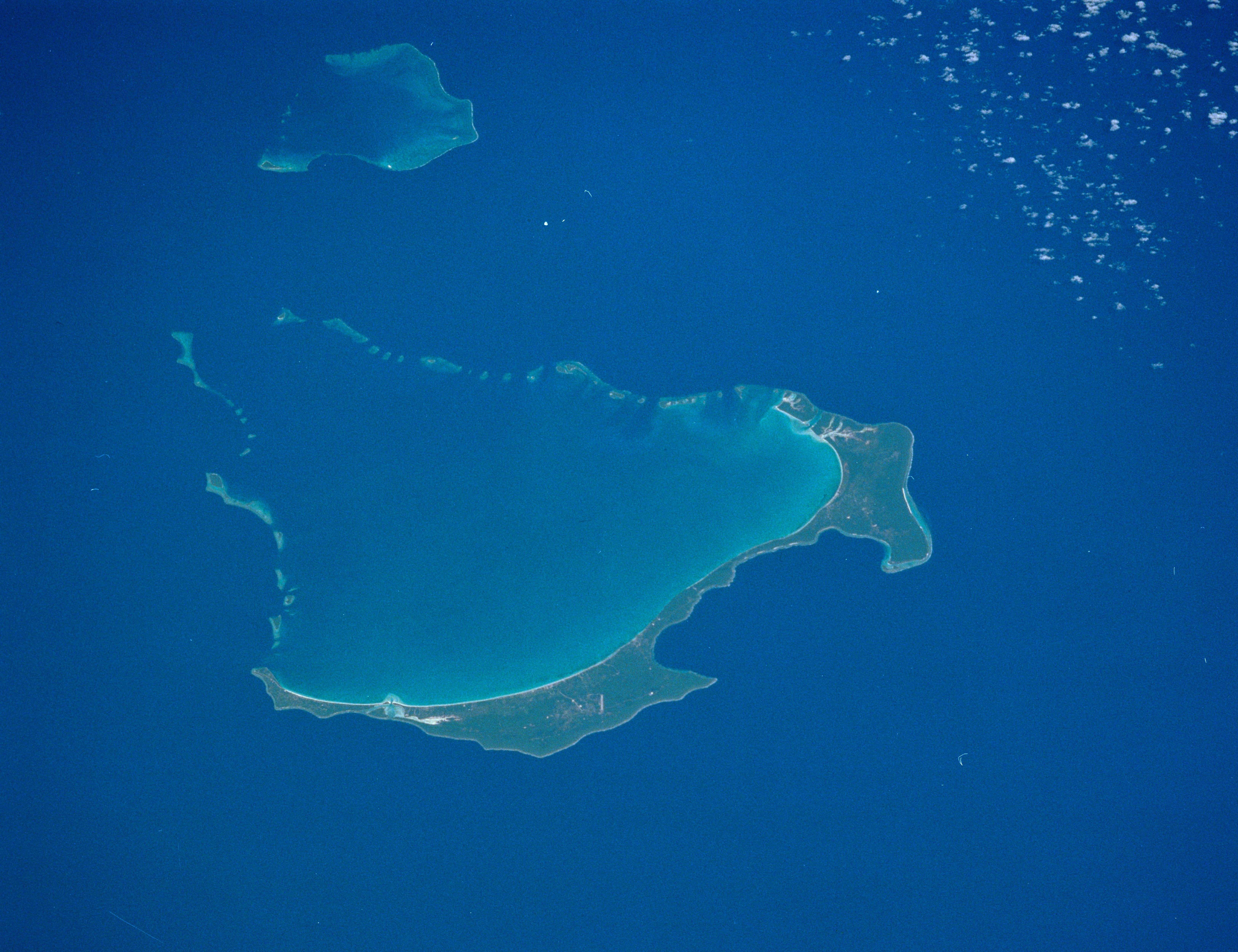
Photographie satellite d'Ouvéa – de son récif et de son lagon – et de Beautemps-Beaupré au nord-ouest.
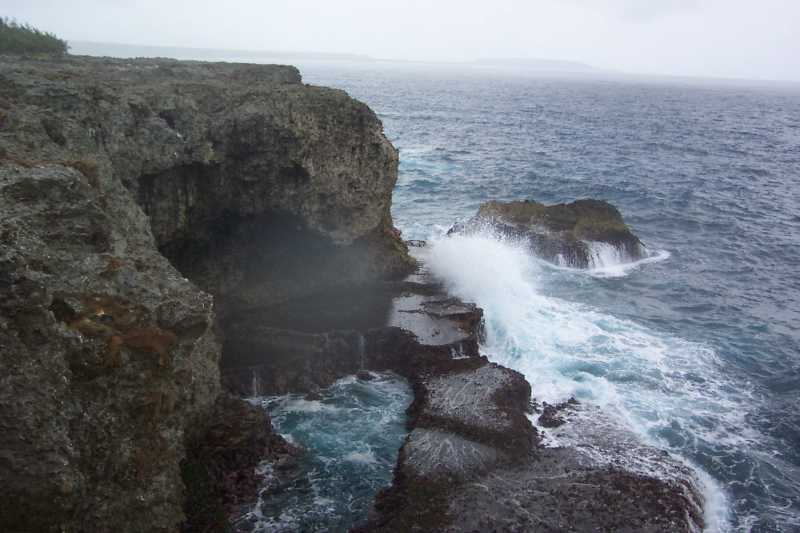
Falaises de Xodre sur Lifou, typiques du relief côtier des îles Loyauté
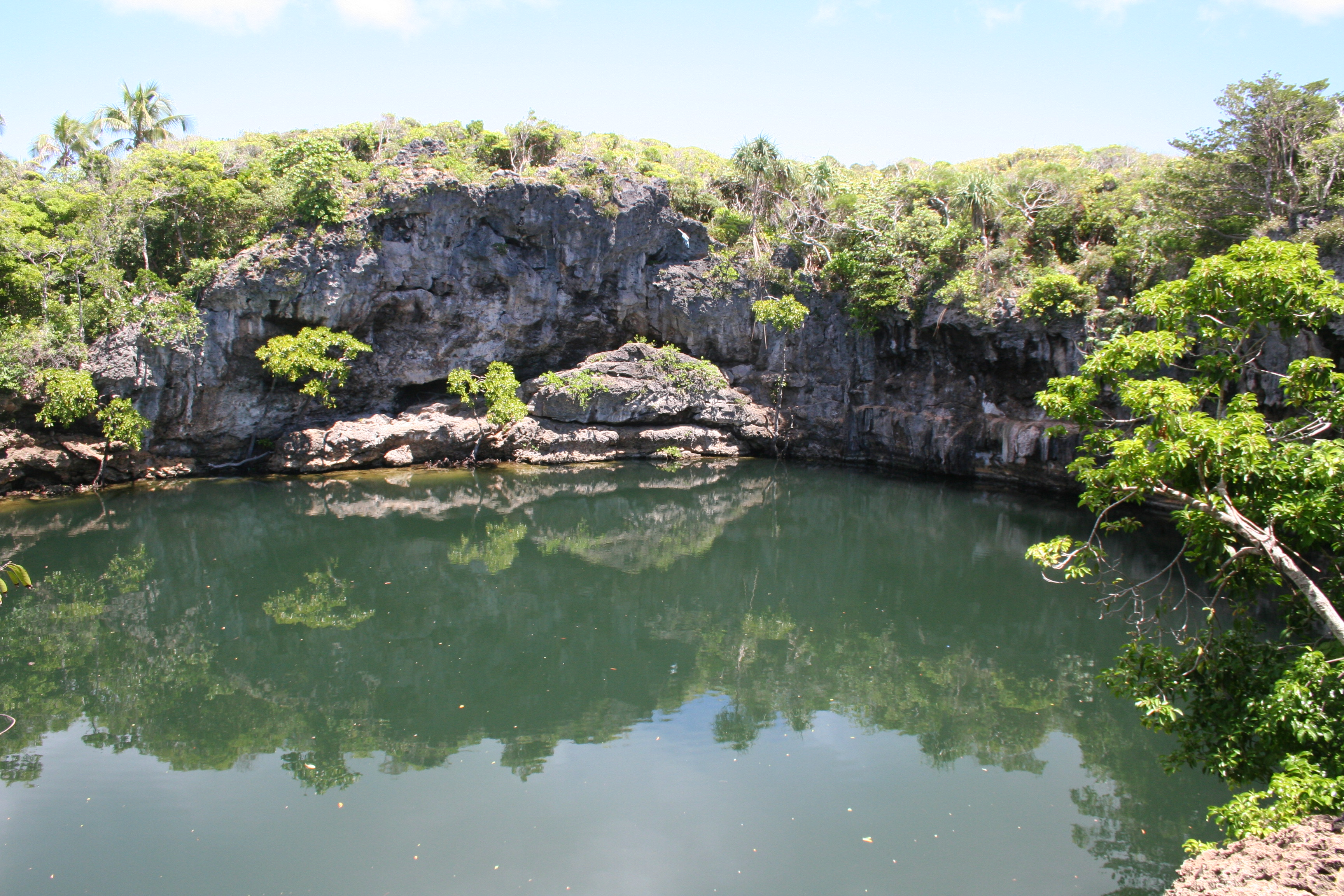
Trou aux tortues sur Ouvéa, représentatif de la topographie chaotique de l'intérieur des îles

### Un vaste réseau d'îlots et de récifs affleurant inhabités
L'archipel des Chesterfield, à 534 km à l'ouest-nord-ouest de la pointe nord de la Grande-Terre, sert essentiellement pour la récolte de données météorologiques et de réserve naturelle pour les oiseaux marins et les tortues. Il comprend :
- les récifs Bampton au nord avec les îlots Avon, Bampton et Renard et la caye sableuse de Skeleton.
- l'atoll des îles Chesterfield à proprement parler avec les îles Longue, du Passage (ou Bennet) et Loop ainsi que les îlots du Mouillage.
- les récifs de Bellone et Booby, situées à 164 km au sud-est des Chesterfield auxquelles elles sont généralement associées.

L'île Walpole est située à 201 km à l'est de la pointe sud de la Grande Terre, dans le prolongement de la ride des îles Loyauté. 
Les îles Matthew et Hunter sont situées respectivement à 201, 446 et 521 km à l'est de la pointe sud de la Grande Terre. Leur possession est contestée à la France par le Vanuatu. Météo-France a installé une station météorologique automatique sur l'île Matthew en 1981.

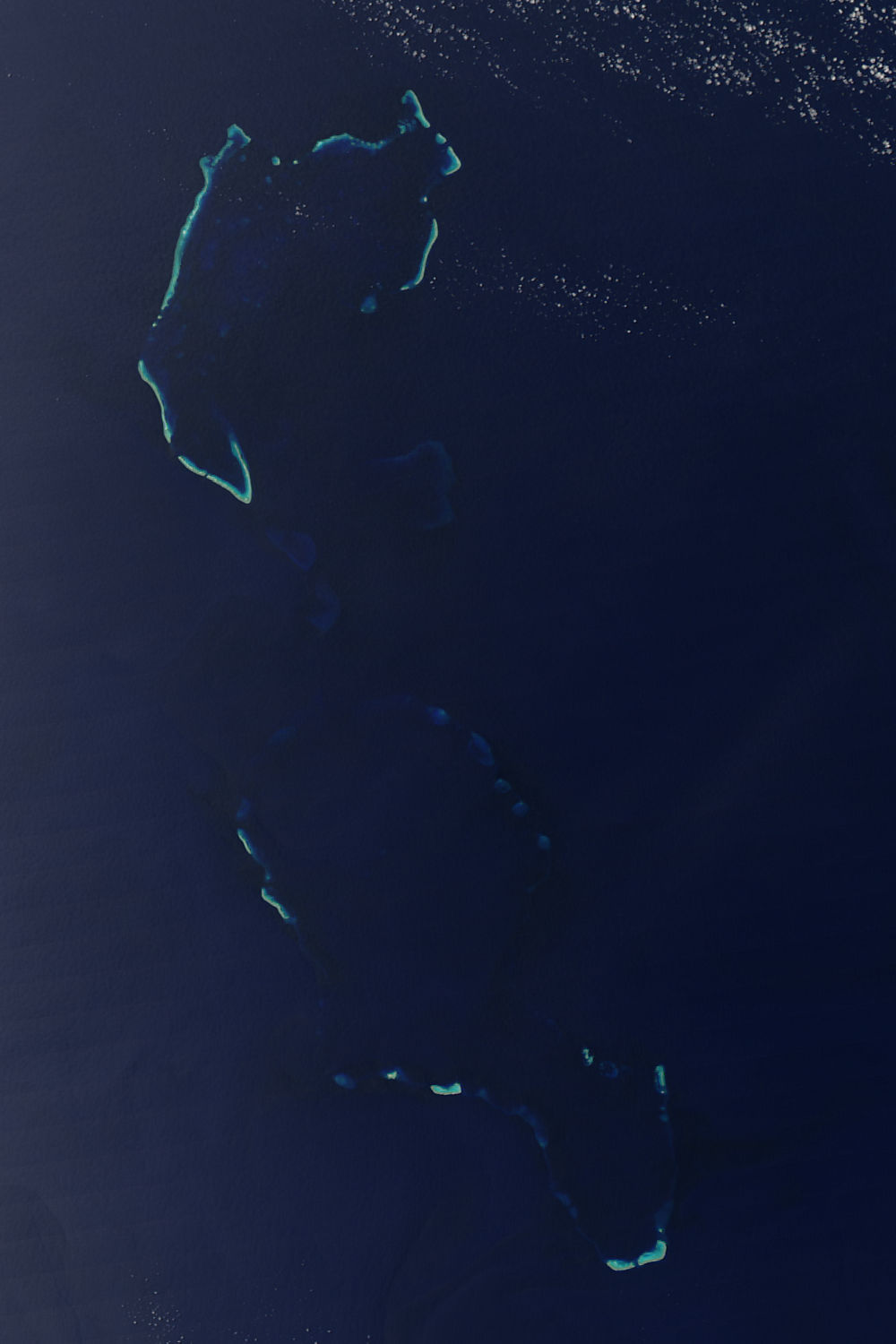
Photographie satellite des îles Chesterfield

## Sismicité
La sismicité locale est faible, mais non négligeable, par réactivation de failles existantes, anciennes ou récentes. La subduction de l'Arc du Vanuatu est l'origine principale du risque sismique et tsunami (jusqu'à 8.0).
Dans le cas d'un séisme générateur de tsunami, de magnitude 7 à 8, au Vanuatu, l'arrivée des vagues aux Îles Loyauté varie entre 15 et 20 minutes.  

## Liste de géographes et géologues de la Nouvelle-Calédonie
- Charles-François Beautemps-Beaupré (1766-1854)
- Jules Garnier (1839-1904) : Description géologique (1867)
- Charles-Émile Heurteau (1848-1927)
- Édouard Glaser : rapport 1903-1904 sur les ressources minérales
- Maurice Piroutet : Carte géologique (1901-1909)
- Jacque Arias (1918-2003)
- Pierre Routhier (1916-2008)
- André Arnould
- Jean-Pierre Paris